# Gaivota-meridional
A gaivota-meridional ou gaivotão (Larus dominicanus) é uma ave da família Laridae.

## Descrição
O gaivota-meridional possui, em média, 58 cm de comprimento e 940 gramas. O adulto possui o dorso e as partes superiores das asas negras, enquanto a cabeça e as partes inferiores são brancas. O bico é amarelo, com uma mancha vermelha na ponta da maxila. As pernas são amarelo-esverdeadas. Os juvenis possui plumagem das partes superiores castanho-acinzentada densamente salpicada de branco; as partes inferiores são brancas manchadas de castanho. O bico é preto e as patas são cinzento-rosadas.
A fêmea geralmente bota 2 ou 3 ovos, e ambos os pais alimentam os filhotes.

## Subespécies
São reconhecidas cinco subespécies:
- Larus dominicanus dominicanus (Lichtenstein, 1823) - ocorre no Sul da região costeira da América do Sul, nas Ilhas Malvinas, na Ilha Georgia do Sul, na N. Zelândia e na Austrália;
- Larus dominicanus austrinus (J. H. Fleming, 1924) - ocorre no Continente Antártico e nas Ilhas da Antárctica;
- Larus dominicanus judithae (Jiguet, 2002) - ocorre nas ilhas da região subantártica do Oceano Índico;
- Larus dominicanus melisandae (Jiguet, 2002) - ocorre na região costeira do Sul e Sudoeste de Madagascar.
- Larus dominicanus vetula (Bruch, 1853) - ocorre na região Costeira da África do Sul e da Namíbia.

## Distribuição e habitat
Vie nas regiões costeiras e apresenta ampla distribuição geográfica no hemisfério sul, ocorrendo na América do Sul desde o Espírito Santo (Brasil) até a Terra do Fogo (Argentina), bem como no litoral sul-americano do Oceano Pacífico. Também está presente nas Ilhas Malvinas, Geórgia do Sul, Sandwich do Sul, Órcades do Sul e Shetland do Sul, além da África, Austrália e Nova Zelândia.